# Toshio Takabayashi
Toshio Takabayashi (jap. 高林 敏夫 Takabayashi Toshio; ur. 15 listopada 1953) – japoński piłkarz, reprezentant kraju.

## Kariera klubowa
Od 1976 do 1982 roku występował w klubie Hitachi.

## Kariera reprezentacyjna
W reprezentacji Japonii zadebiutował w 1974. W reprezentacji Japonii występował w latach 1974-1976. W sumie w reprezentacji wystąpił w 12 spotkaniach.

## Statystyki
| Reprezentacja Japonii | Reprezentacja Japonii | Reprezentacja Japonii |
| Rok                   | Mecze                 | Gole                  |
| --------------------- | --------------------- | --------------------- |
| 1974                  | 4                     | 1                     |
| 1975                  | 0                     | 0                     |
| 1976                  | 8                     | 1                     |
| Razem                 | 12                    | 2                     |